# Unbreakable (Of Mice & Men)
Unbreakable è un singolo del gruppo musicale statunitense Of Mice & Men, pubblicato il 23 aprile 2017.
Il brano, il primo realizzato dal gruppo senza il cantante e membro fondatore Austin Carlile dopo la sua uscita dalla formazione per problemi di salute nel 2016, è stato presentato in anteprima durante Radio 1 Rock Show di Daniel P Carter su BBC Radio 1.

## Video musicale
Il video ufficiale del brano, pubblicato il 23 aprile 2017, è stato diretto da Max Moore.

## Tracce
Download digitale
1. Unbreakable – 4:09

Vinile 7"
1. Unbreakable – 4:09
2. Back to Me – 3:18

## Formazione
- Aaron Pauley – voce, basso
- Phil Manansala – chitarra solista
- Alan Ashby – chitarra ritmica
- Valentino Arteaga – batteria, percussioni

## Classifiche
| Classifica (2017)  | Posizione massima |
| ------------------ | ----------------- |
| Stati Uniti (rock) | 47                |